# Pleasure (大江千里のアルバム)
『Pleasure』（プレジャー）は日本の男性シンガーソングライター大江千里2作目のオリジナルアルバム。1984年3月23日にEPIC/SONYから発売された。（規格品番はESCB1241→MHCL 30086）
1991年11月1日と2013年7月17日に再発売。

## 概要
- 前作『WAKU WAKU』に続くセカンド・アルバム。編曲は大村憲司。
- 2013年再発分は2008年7月1日発売CD-BOX『Senri Premium 〜MY GLORY DAYS 1983-1988』発売時のリマスタリング音源を使用。CDジャケットや歌詞カードはLP盤を復刻した。

## 収録曲
| 全作詞・作曲: 大江千里、全編曲: 大村憲司。 |                                  |          |            |      |
| #                                          | タイトル                         | 作詞     | 作曲・編曲 | 時間 |
| 1.                                         | 「シンデレラにはかなわない」     | 大江千里 | 大江千里   | 3:42 |
| 2.                                         | 「かわいいハートブレイカー」     | 大江千里 | 大江千里   | 4:07 |
| 3.                                         | 「待ちわびて」                   | 大江千里 | 大江千里   | 4:45 |
| 4.                                         | 「リップスティック・グラフティ」 | 大江千里 | 大江千里   | 4:26 |
| 5.                                         | 「浮気なLINDA」                  | 大江千里 | 大江千里   | 4:02 |
| 6.                                         | 「恋せよシルビア」               | 大江千里 | 大江千里   | 3:48 |
| 7.                                         | 「三人目のパートナー」           | 大江千里 | 大江千里   | 4:21 |
| 8.                                         | 「HAPPY BIRTHDAY」               | 大江千里 | 大江千里   | 3:20 |
| 9.                                         | 「BOYS & GIRLS」                 | 大江千里 | 大江千里   | 4:30 |
| 10.                                        | 「ふたつの宿題」                 | 大江千里 | 大江千里   | 4:58 |

## ミュージシャン
- 大村憲司 - ギター
- 青山純 - ドラム
- 富倉安生 - ベース
- 中村哲 - キーボード、サックス
- 浜口茂外也 - パーカッション
- 加藤高志（加藤ジョー） - ソロ・ヴァイオリン
- TM NETWORK - コーラス
- EPO - コーラス
- 藤井丈司 - コンピューター・プログラマー

## 発売形態
- LP/CT 発売：CBS/SONY Group
- CD 発売：CBS/SONY Group
- CD再発（規格品番：ESCB 1241・1991年11月1日）発売：EPIC/SONY RECORDS
- ブルースペックCD（規格品番：MHCL 30086・2013年7月17日）発売：Sony Music Direct

### SonyMusic
- Pleasure  –  ディスコグラフィ
- Pleasure【Blu-spec CD2】  –  ディスコグラフィ